# Янкан
Янкан — гірський хребет з плоскою вершиною в Амурській області і Забайкальському краї, у межиріччі Калара з півночі і Калакай з півдня.
Утворює єдине гірське пасмо з хребтами Тукурінгра і Джагди, поєднуючись з ними на сході у верхів'ях річки Уркау. Із західного боку примикає до хребтів Забайкалля.
Загальна протяжність — близько 100 км, максимальна ширина 60 км, максимальна висота — 1382 м. 